# Catasetum pleidactylon
Catasetum pleidactylon är en orkidéart som beskrevs av David Edward Bennett och Eric Alston Christenson. Catasetum pleidactylon ingår i släktet Catasetum och familjen orkidéer.
Artens utbredningsområde är Peru. Inga underarter finns listade i Catalogue of Life.